# ピードモントの戦い
ピードモントの戦い（ピードモントのたたかい、英: Battle of Piedmont）は、南北戦争中の1864年6月5日、バージニア州オーガスタ郡ピードモント村で、デイビッド・ハンター少将の指揮する北軍と、ウィリアム・E・"グランブル"・ジョーンズ准将の南軍が対戦した戦闘である。激戦が行われた後で、ジョーンズが戦死し、南軍が潰走した。ハンターは6月6日にスタントンを占領し、間もなくリンチバーグへの進軍を始め、その途中で軍事物資や公共資産を破壊した。

## 背景
ピードモントの戦いは、北軍ユリシーズ・グラント中将が1864年に主導権を取って攻勢を続け、南軍を地域から地域に行ったり来たりさせないようにさせた動きの中から生じた。シェナンドー渓谷では、グラントは当初ドイツ生まれの将軍フランツ・シーゲルを指揮官に据えたが、5月15日のニューマーケットの戦いでシーゲルが敗北した後の5月21日、シーゲルをシェナンドー軍指揮官から解任して、後任にデイビッド・ハンター少将を据えた。
ハンターはその小さな軍を再編し、シェナンドー渓谷の豊かな農場で食糧を自足していくように命じた。渓谷をスタントンに向けて進軍し、5月26日には南軍の軽い抵抗にあった。ニューマーケットの後、渓谷にいる南軍の大半は北バージニア軍に加わったので、ハンターに対抗するのはジョン・D・インボーデン准将の旅団とバレー予備隊のみとなっていた。インボーデンはロバート・E・リー将軍にハンター軍の動きについて情報を入れ続けたが、その貧弱な軍隊ではハンター軍の動きを鈍らせることはほとんどできなかった。ハンターは南軍にとって重要な鉄道と兵站の中心地であるスタントンを視野に置いていた。
北軍がニューマーケットでの敗北に続いて素早く進軍したことで、南軍は油断していた。リーは北軍のポトマック軍との戦闘を密に続けながら、南西バージニアおよび東テネシー方面軍指揮官代行のウィリアム・E・"グランブル"・ジョーンズ准将をシェナンドー渓谷支援に振り向け、インボーデンと連絡を密に行うよう指示した。ジョーンズは間もなく、歩兵と下馬した騎兵約4,000名と共にシェナンドー渓谷に向かった。
6月3日までに、北軍はハリソンバーグに到着していた。インボーデンはその部隊をノース川の南岸にあるマウントクロウフォードに集結させ、ハンター軍がバレー・ターンパイクを真っ直ぐスタントンに進むのを妨害した。インボーデンはオーガスタ郡すなわち土地の出身者であり、その作戦本部をグラッテンの家に設定した。そこに南西バージニアから援軍が到着するようになって、勢力が増した。6月4日朝、ハンターはマウントクロウフォードの方向に陽動部隊を派遣し、その主力は東のポートレパブリックに行って、その夜はそこで宿営した。
ジョーンズ将軍がグラッテンの家に到着し、急ごしらえされた南軍バレー地区軍の指揮官に就任した。南軍の斥候がハンターの側面への動きについて報告したとき、インボーデンがオーガスタ東のモウリーズヒルに移動してハンター軍と向き合うことを提案した。インボーデンに拠れば、ジョーンズはその歩兵と下馬騎兵の部隊をモウリーズヒルに移動させることに同意し、6月5日にハンター軍と対峙することになった。ジョーンズはインボーデンに騎兵を全て率いて、スタントン道路別名イースト道路をポートレパブリックの南数マイルのマウントメリディアンに進むよう命令した。ジョーンズはインボーデンがハンター軍の進軍を遅らせるよう付け加えたが、翌朝北軍が接近したときに本格的な交戦を避けるようにも指示していた。

## 戦闘

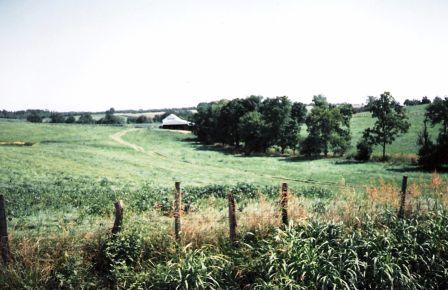
この写真の右から左にペンシルベニア第20騎兵隊が移動し、ミドル川に向かう納屋の近くで、北軍歩兵から逃れようとしていた南軍兵数百名を捕虜にした

ハンター軍はポートレパブリック南郊外で雨の夜の宿営を過ごした後、朝靄の中をマウントメリディアンに向かうスタントン道路を南に進んだ。ジュリアス・スターヘル少将の騎兵隊が前衛を務め、インボーデンの哨戒部隊を追い散らした。スターヘルの前衛隊がマウントメリディアンに到着したとき、インボーデンはバージニア第18騎兵隊を使って反撃に成功した。スターヘルが援軍を送りこみ、直ぐにバージに兵を圧倒するようになった。インボーデンは辛うじて捕獲を免れ、地元の予備兵を含むその旅団の残り部隊が突撃することで、バージニア第18騎兵隊を惨劇から救えただけだった。その後南軍は緩りとピードモント村の方向に後退した。インボーデンはモウリーズヒルでジョーンズ将軍の部隊と合流できると期待していたが、ピードモントでジョーンズを見つけて驚かされた。ジョーンズとインボーデンはその場の状況を議論したが、最後はジョーンズが議論に結論を出した。
ジョーンズは下馬騎兵、予後兵など選抜の大隊を左翼の前数百ヤード前進させ、騎馬砲兵隊の一部に支援させたのでスターヘルの前進が止まった。ジョーンズはスタントン道路からミドル川の高い崖に向かう植林地の端に沿って歩兵2個旅団を配置し、左翼を固めさせた。インボーデンにはその騎兵隊で最右翼を守るよう命令した。インボーデン隊の直ぐ左には、ジョン・C・ボーン准将のテネシーとジョージアの下馬騎兵旅団が配置に就いた。ボーンの左翼はジョーンズの右翼の後方600ヤード (540 m) にあり、その前線中央に隙間が生じていた。ジョーンズはそこにオーガスタ郡出身の17，8歳の兵士を宛てたマーキス大尉の予備砲兵隊など、2個砲兵隊を配置した。
ハンターの参謀長であるデイビッド・ハンター・ストロザー大佐は戦場の様子を次の様に記していた。
敵の陣地は強固であり、うまく選定されていた。前面の開けた穏やかな斜面の間にある谷を見下ろす林のある丘陵に配置されていた。我が軍の右翼、ピードモント村の前に丸太とレールの防衛線があり、林の縁で、滑らかに盛り上がって開けた丘陵の背後に位置して大きな長所があったので、この丘の上を動く兵士は近距離の工作物からマスケット銃弾で圧倒することができ、敵の大砲を使うことを妨げることもできた。この防柵の左手は、60フィート (18 m) もの高さがある険しく登攀不可能な崖があり、その麓はシェナンドー（ミドル川）で洗われていた。
正午、ハンター軍のジェレマイア・C・サリバン准将が指揮する歩兵部隊が前進した。オーガスタス・ムーア大佐の旅団が、スタントン道路の西側でジョーンズの前衛線に踏み入り、ジョーンズの南軍が留まっているものと反対側の植林地の外れに沿って止まった。サリバンは前進を命じたが、ジョーンズ隊が良く守り、その動きを封じた。道の東側ではジョセフ・ソーバーン大佐の旅団が、激しい砲火の下をインボーデンの陣地に向かって森のある峡谷を進んだ。ソーバーンはムーアが反撃されたのを見て砲兵隊の支援のために後退した。この時点で北軍砲兵隊長のヘンリー・デュポン大尉が体系的に南軍の大砲の大半を沈黙させた。南軍の最右翼にあったインボーデンの傍の大砲数門のみが活躍していた。この時点でジョーンズはその左翼を後退させることにして、ボーンとインボーデンの部隊が並んでいたが、直ぐに考えを変えた。
サリバンは2個連隊でムーア旅団を補強し、新たな攻撃を命じたが、再度撃退された。この時、南軍が反撃したが、オハイオ第28連隊と、スペンサー連発銃で武装した下馬騎兵が、砲兵隊の支援を得て抵抗し、南軍をその胸壁まで後退させた。この時点で血気盛んなジョーンズがその部隊を再編して、疲弊していたムーアの旅団に対する協調された攻撃を掛けさせた。ジョーンズはボーンにその旅団の大部分を左翼に進めるよう命じた。バージニア第60歩兵連隊がその戦闘線中央にあった大きな隙間を覆う森の外れにいた陣地から動き出した。このバージニア連隊は南軍主力の前線の背後で第2の戦線を作り、隙間は完全に防御されないままになった。
ジョーンズがムーアの旅団に対して戦力を集中したことは、気付かれずにはいなかった。北軍はジョーンズ隊左翼の右手にあいた隙間を認識し、ハンターがソーバーンの旅団に脆弱になった南軍の位置を攻撃するよう命じた。ソーバーンは直ぐに南軍左翼から数ヤードまで前進した後、その部隊が認知され、南軍の側面を粉砕した。これと同時に、ムーアの旅団が南軍前線に対する攻撃に加わった。ジョーンズはこの状況に対抗するためにバレー予備隊を持ち出してソーバーン隊の進軍を鈍化させたが、それを追い返すまでには至らなかった。ジョーンズは再結集している南軍兵の小さな集団の所に走って行き、向かってくる北軍歩兵隊に突撃を掛けさせた。北軍の銃弾がジョーンズの頭に当たり、即死させた。北軍は南軍をミドル川の崖の方向に押し戻し、南軍を2つの塊に分割させた。崖の所では、集まって来たソーバーンとムーアの旅団にスターヘルの騎兵隊の幾らかが支援し、1,000人近い無傷の南軍兵を捕獲した。ジョン・マクラナハン大尉のバージニア騎兵砲兵隊の一部が、ピードモント村の近くで北軍の動きを南に逸らし、辛うじて捕獲を免れた。
スタントン道路では、ニューヨーク第1ベテラン騎兵隊が敗れた南軍に対して活発な追撃を始めた。しかし、マクラナハン大尉の砲兵隊の別の一部と、左翼に行っていなかったボーン旅団の一部がピードモント村とニューホープ村の間の道路沿いに慌てて配置された。ニューヨーク連隊が逃げていく南部兵の後を道路に沿って追っていくと、この南軍の後衛の発砲で北軍騎兵隊を破壊し、それ以上追撃しようという気力を萎えさせた。少なくとも1,500名の南軍兵が失われたが、ニューホープでの後衛の動きで、残りの部隊はそれ以上の打撃を免れた。ジョーンズの戦死によって、ボーンはこの時点で上級士官であると認識したが、シェナンドー渓谷には不慣れであり、単純にインボーデンの推奨する策を採用しただけだった。ハンター軍は捕虜を纏め上げ、ピードモントで負傷兵の治療を行い、そこでシェナンドー軍が宿営した。戦死、負傷合わせて900名近くを失っていた。翌日、スタントンに初めて入った北軍部隊となった。

## 名誉勲章の受章者
ペンシルベニア第54歩兵連隊の兵卒トマス・エバンスは、南軍兵を鼓舞していた士官を狙撃し、バージニア第45連隊の騎手と戦ってその軍旗を捕獲した。
ペンシルベニア第54歩兵連隊の鼓笛手ジェイムズ・スネッデンは、ライフル銃を拾って攻撃に参加し、南軍の第1歩兵旅団指揮官のビューリング・ジョーンズ大佐を捕獲した。
ジュリアス・スターヘル少将は、下馬騎兵を率いて戦闘に向かっている時に銃弾を2発受け、野戦病院で傷の治療を受け、最後の騎兵突撃を指揮するために戦場に戻った。

## 関連図書
- Brice, Marshall Moore. Conquest of a Valley. Charlottesville: University of Virginia Press, 1965. OCLC 560760367.
- Duncan, Richard R. Lee's Endangered Left: The Civil War in Western Virginia, Spring of 1864. Baton Rouge: Louisiana State University Press, 1998. ISBN 978-0-585-29997-6.
- Patchan, Scott C., The Forgotten Fury: The Battle of Piedmont, Virginia. Fredericksburg, VA: Sergeant Kirkland's Museum and Historical Society, 1996. ISBN 978-1-887901-02-4.

座標: 北緯38度12分51秒 西経78度53分58秒 / 北緯38.2142度 西経78.8994度